# Hormuzd Rassam
Hormuzd Rassam (Moszul, 1826 – 1910. szeptember 16.) asszír asszírológus. Nevéhez fűződik Assur-bán-apli északi palotájának, és 22 000 darabos könyvtárának feltárása, valamint a Gilgames-eposz megtalálása.

## Tevékenysége
1847-ben kezdte meg tanulmányait Oxfordban. 1854-ben az angol miniszteri helytartó tolmácsa volt. Harmincéves korában helyettes kormányzó lett. 1864-ben egy küldöttséggel Abesszíniába utazott, ahol Theodor király elfogatta, és börtönbe záratta. Két évet töltött börtönben, míg Napier expedíciója kiszabadította. Röviddel ezután kezdte meg ninivei ásatásait.
Layard segítője volt, majd annak hazautazása után az ásatások irányítója lett. Feltárta Assur-bán-apli északi palotáját, Assur-nászir-apli egy templomát, egy teraszváros maradványait, egy közel hét méter magas bronz szárnyaskaput, és nem utolsósorban egy könyvtárat, amely a Gilgames-eposz agyagtábláit is megőrizte.

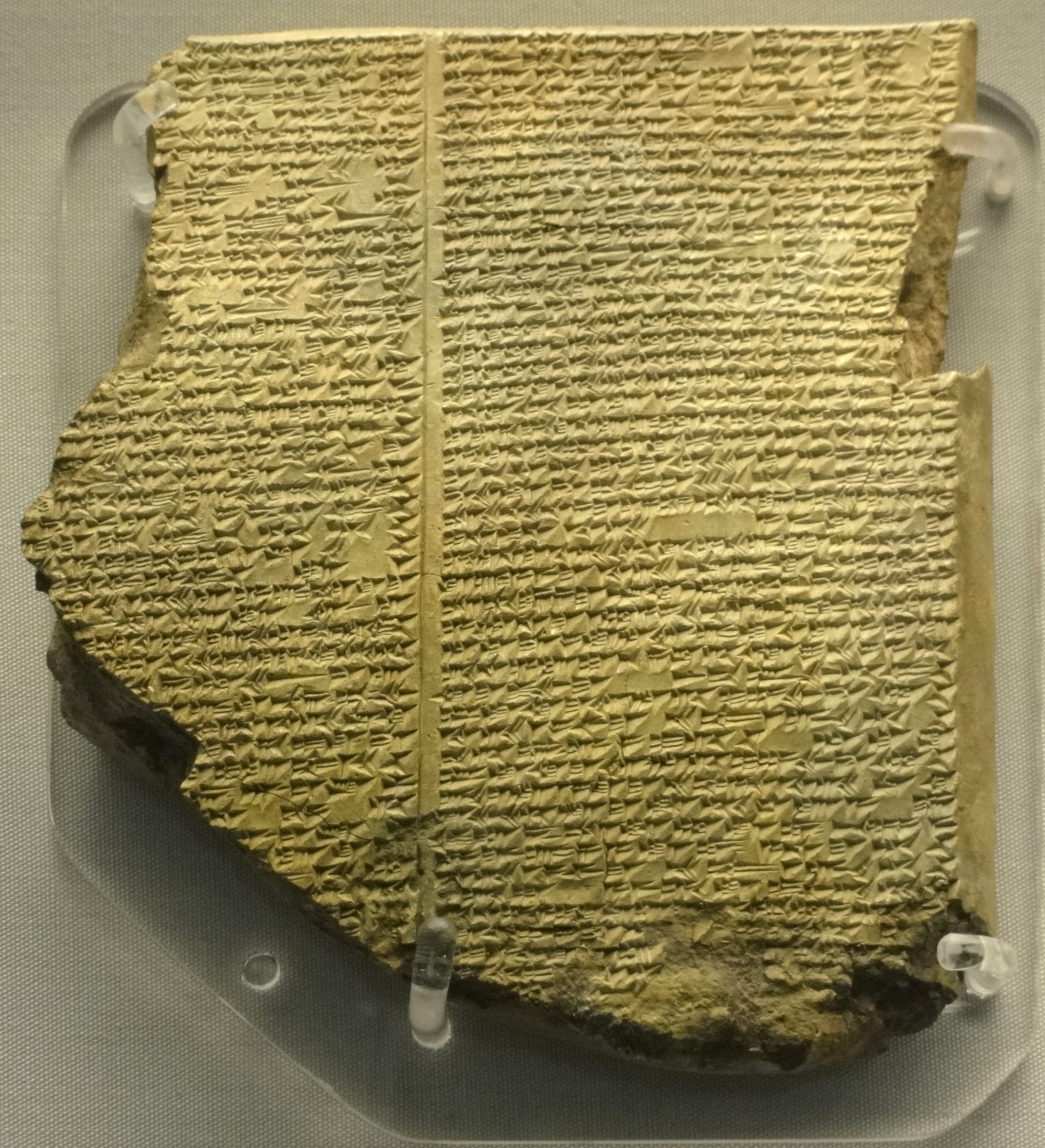
Agyagtábla Assur-bán-apli könyvtárából: Az özönvíz története